# Coccophagus tropicanus
Coccophagus tropicanus är en stekelart som beskrevs av Sugonjaev och Ren 1993. Coccophagus tropicanus ingår i släktet Coccophagus och familjen växtlussteklar. Inga underarter finns listade i Catalogue of Life.